# جون لوف
جون لوف (بالإنجليزية: John Love)‏ (18 مارس 1924 في المملكة المتحدة - 14 يونيو 2007 في المملكة المتحدة) هو مدرب كرة قدم ولاعب كرة قدم بريطاني (وحمل سابقاً جنسية المملكة المتحدة لبريطانيا العظمى وأيرلندا) في مركز مهاجم داخلي. لعب مع نادي سانت إيلي تاون ونادي والسول ونوتينغهام فورست وLeith Athletic F.C. ‏ ونادي ألبيون روفرز.